# Ken’ichi Matsuyama
Ken’ichi Matsuyama (jap. 松山ケンイチ Matsuyama Ken’ichi; ur. 5 marca 1985 w Mutsu) – japoński model, aktor filmowy i telewizyjny.

## Kariera
Jego debiutem filmowym w 2002 r. był serial telewizyjny Gokusen. Sławę przyniosły mu film Death Note: Notatnik śmierci i Death Note: Ostatnie imię, gdzie zagrał postać L. Ken’ichi Matsuyama podkładał głos do postaci Jealousa w anime Death Note.

Po zdobyciu nagrody „New Style Audition” Grand Prix w konkursie HORIPROxBoonxPARNO Ken’ichi Matsuyama zadebiutował jako model. Reklamuje markę ubrań two percent – firmy z Hongkongu.

## Filmografia

### Filmy
- 2003: Akarui mirai
- 2003: Guuzen nimo saiaku na shounen
- 2003: Kanzen-naru shiiku: Himitsu no chika-shitsu
- 2004: Shibuya kaidan 2
- 2004: Kamachi
- 2004: The Taste of Tea
- 2005: Linda Linda Linda jako Makihara
- 2005: NANA jako Shin (Shinichi Okazaki)
- 2005: Furyo shonen no yume
- 2005: Kasutamu-meido 10.30 jako Tamotu
- 2005: Otoko-tachi no Yamato (Yamato) jako Katsumi Kamio
- 2006: Oyayubi sagashi jako Tomohiko
- 2006: Death Note (Anime) jako Jealous (głos)
- 2006: Death Note: Notatnik śmierci jako L
- 2006: Death Note: Ostatnie imię jako L
- 2007: The Blue Wolf: To the Ends of the Earth and Sea
- 2007: Ten Nights of Dream
- 2007: Shindo jako Oto Kikuna
- 2007: Dolphin blue: Fuji, mou ichido sora e
- 2007: South Bound
- 2007: Tsubaki Sanjûrô jako Iori Isaka
- 2008: L: Change the World jako Lawliet
- 2008:  Hito no sekkusu o warauna
- 2008: Kamui Gaiden
- 2008: Detroit Metal City
- 2010: Norwegian Wood jako Tōru Watanabe
- 2010: Memoirs of a Teenage Amnesiac, reż. Hans Canosa jako Yuji Miwa
- 2011: Gantz jako Masaru Kato
- 2011: Gantz: Perfect Answer jako Masaru Kato
- 2011: My Back Page jako Umeyama
- 2011: Usagi Drop jako Daikichi Kawachi
- 2016: Death Note: Light Up the New World jako L

### Dramy
- Gokusen (2002)
- Kids War 5 (2003)
- 1 Litre no Namida (2005)
- Tsubasa no oreta tenshitachi (2006)
- Sexy Voice and Robo (2007)
- Zeni Geba (2009)
- Love of 99 Years (2010)
- Taira no Kiyomori (2012)
- Kto widział taniec pawia? (2025)

## Nagrody i nominacje
- 2001 – „New Style Audition” Grand Prix w konkursie HORIPROxBoonxPARNO
- 2006 – „Best New Actor” w konkursie Hochi Film Award
- 2007 – „Best New Talent” w konkursie Festival Prize
- 2007 – nominacja „Best Supporting Actor” w konkursie Award of the Japanese Academy